# Ensta station
Ensta station är en station på Roslagsbanan i kommundelen Ensta i Täby kommun. Den har två spår och en mittplattform. Antalet påstigande var under en genomsnittlig vintervardag 2015 cirka 500 .

## Historik
En enkel hållplats öppnades år 1911 strax norr om korsningen med Hedåsvägen i det framväxande villaområdet Ensta. Den låg på en enkelspårig sträcka. Elektrifiering av sträckan skedde 1939. I samband med utbyggnad av dubbelspår byggdes stationen år 2017 helt om och flyttades till ett nytt läge cirka 150 meter söder om den tidigare placeringen.

## Galleri

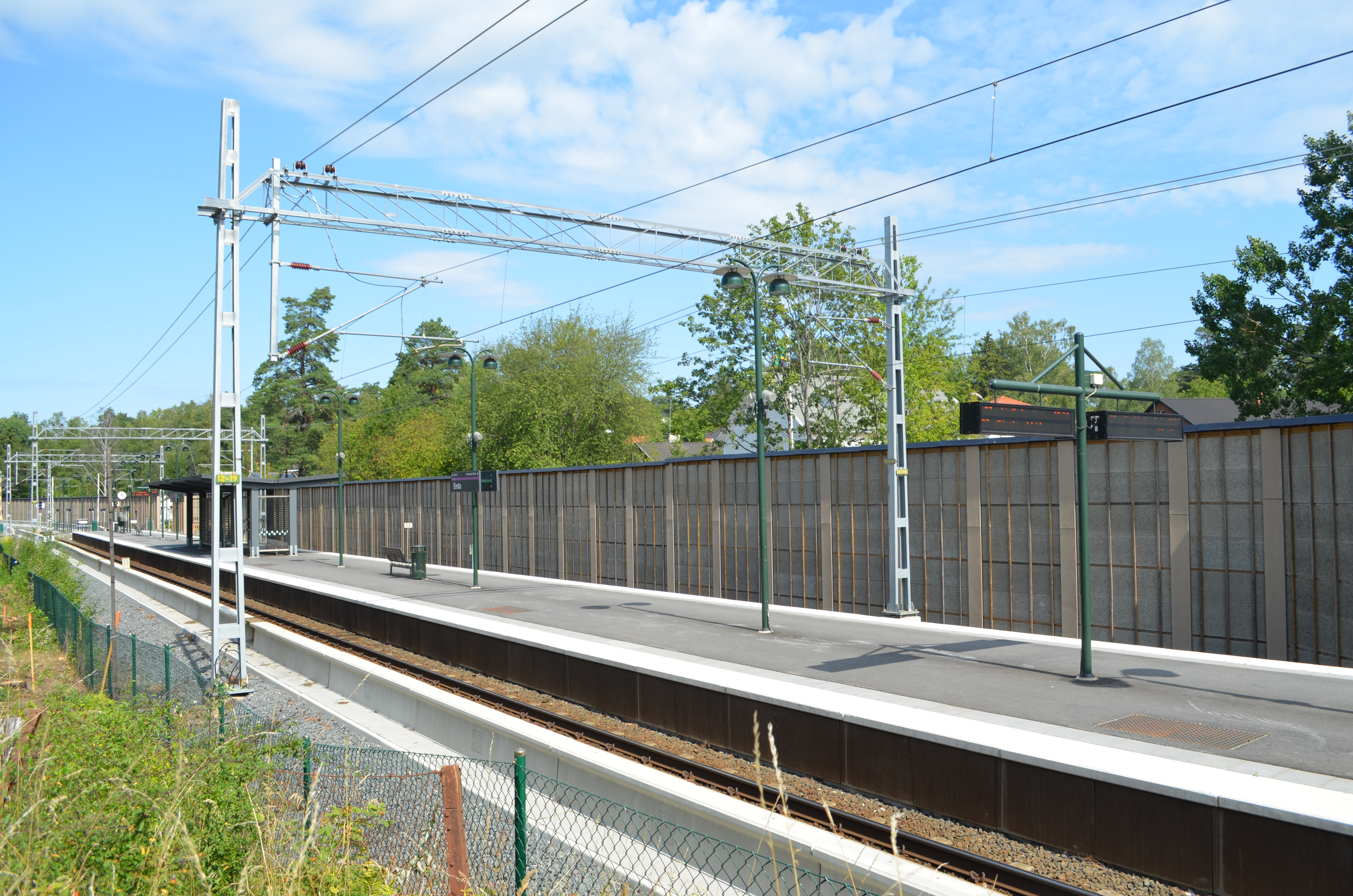
Stationen
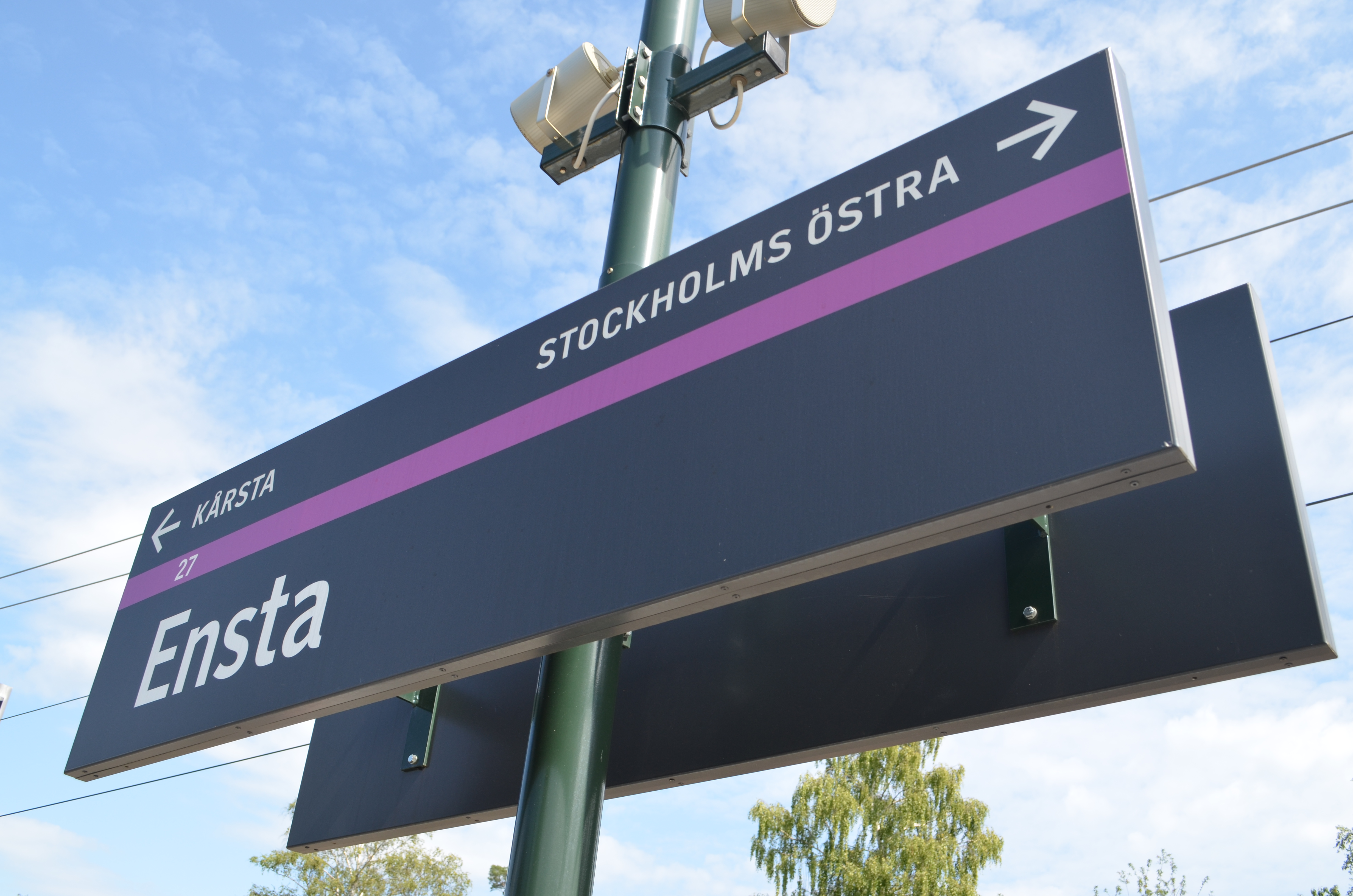
Stationsskylt
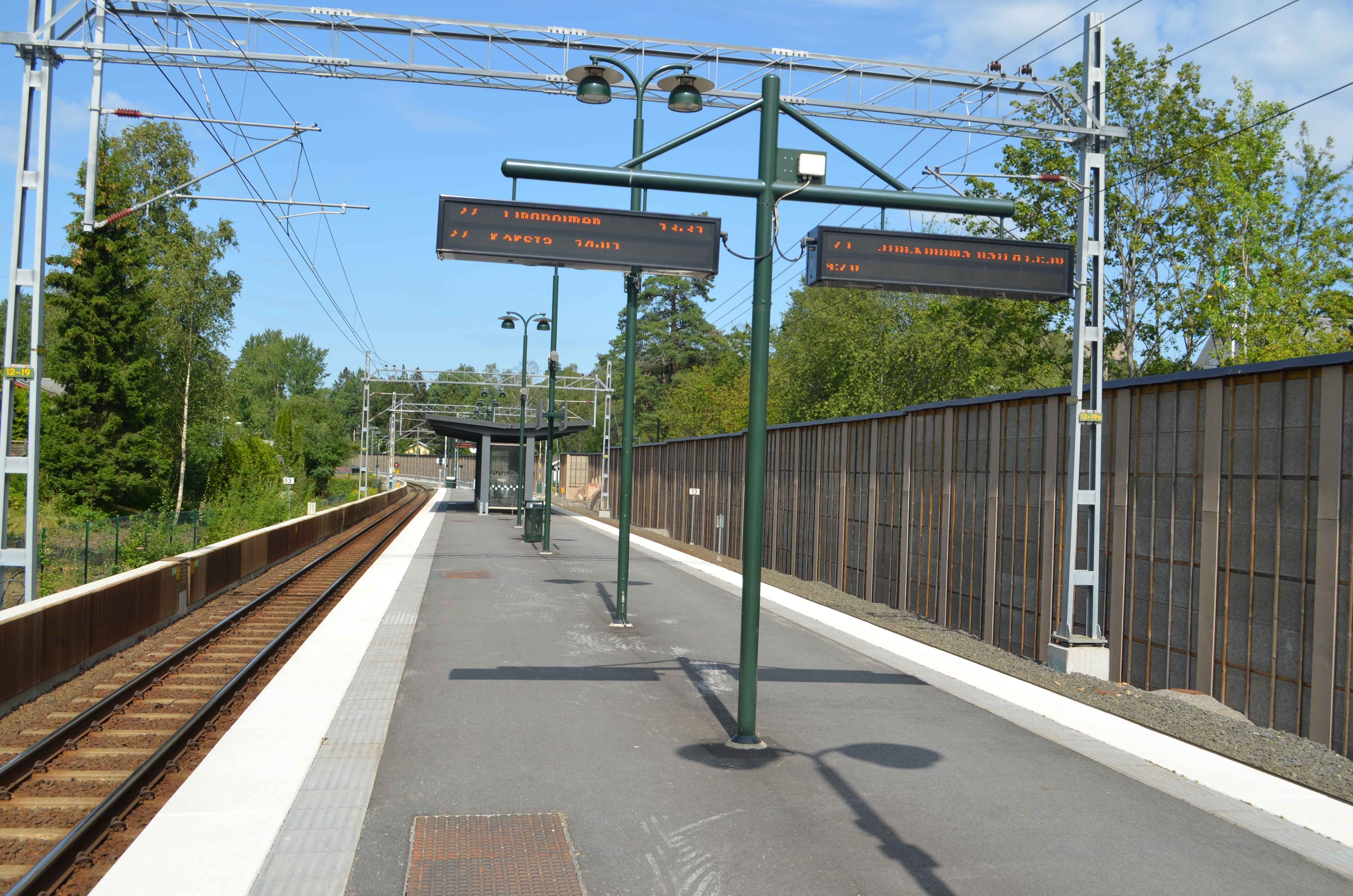
Perrongen